# خاستگاه و کارکرد میوز
خاستگاه و کارکرد میوز امروزه از نظر علمی به خوبی شناخته نشده‌است و می‌تواند بینش اساسی دربارهٔ تکامل تولیدمثل جنسی در یوکاریوت‌ها ارائه دهد. اکنون در میان زیست‌شناسان اتفاق نظر وجود ندارد که چگونه رابطه جنسی در یوکاریوت‌ها در فرگشت به وجود آمده‌است، تولیدمثل جنسی چه کارکردی را انجام می‌دهد، و چرا با توجه به هزینه دوبرابری جنسی اولیه حفظ می‌شود. روشن است که بیش از ۱٫۲ میلیارد سال پیش تکامل یافته‌است و تقریباً همه گونه‌هایی که از نوادگان گونه‌های اصلی تولیدمثل جنسی هستند، از جمله گیاهان، قارچ‌ها و جانوران هنوز هم تولیدمثل جنسی دارند.
میوز یک رویداد کلیدی در چرخه جنسی یوکاریوت‌ها است. مرحله‌ای از چرخه زیستی است که یک سلول سلول‌های هاپلوئید (گامت) را ایجاد می‌کند که هر کدام نیمی از کروموزوم‌های سلول والدین را دارند. دو گامت از این قبیل هاپلوئید، که معمولاً از جانداران فردی مختلف به وجود می‌آیند، با فرایند لقاح به هم می‌پیوندند و در نتیجه چرخه جنسی را تکمیل می‌کنند.